# Kazimierz Karabasz
Kazimierz Karabasz (Bydgoszcz, 6 de mayo de 1930 – 11 de agosto de 2018) fue un realizador de documentales polaco.

## Biografía
Karabasz se graduó en la Escuela de Cine de Lodz en 1956, también impartió allí clases de documentales durante muchos años.
Aunque ya muy olvidado hoy en día, uno de sus mejores películas fue el corto documental de diez minutos Muzykanci, un extra de la edición de Criterion Collection del film de Krzysztof Kieślowski La doble vida de Verónica. Kieślowski, a quien Karabasz fue mentor, la eligió como una de sus diez mejores películas personales de todos los tiempos en una encuesta de 1992 realizada por la revista de cine Sight & Sound.
Karabasz es conocido en Polonia por influir en generaciones de realizadores de documentales venideros con su enfoque del cine llamado "escuela de Karabasz" (polaco: szkoła Karabasza). El estilo se centra en la vida de la gente normal y requiere una perspectiva de observador sin impacto sobre el objeto observado. Muzykanci se considera un ejemplo de libro de texto de la "escuela Karabasz". El método fue especialmente popular en los años sesenta y se asoció con la obra de Władysław Ślesicki, Andrzej Trzos-Rastawiecki, Krystyna Gryczełowska y Danuta Halladin entre otros.

## Filmografía
- Jak co dzień (1955)
- Gdzie diabeł mówi dobranoc  (1957)
- Ludzie z pustego obszaru (1957)
- Z Powiśla (1958)
- Dzień bez słonca (1959)
- Trochę inny świat (1959)
- Ludzie w drodze (1960)
- Muzykanci (1960)
- Węzeł  (1961)
- Pierwszy krok  (1962)
- Tu gdzie żyjemy  (1962)
- Jubileusz (1962)
- Ptaki (1963)
- W klubie (1963)
- Urodzeni w roku 1944  (1964)
- Na progu  (1965)
- Rok Franka W. (1967)
- Sobota (1969)
- Przypis (1970)
- Zgodnie z rozkazem (1970)
- Sierpień – zapis kronikalny (1971)
- Przed... (1972)
- Krystyna M. (1973)
- Punkt widzenia (1974)
- Pryzmat (1976)
- Lato w Żabnie (1977)
- We Dwoje (1977)
- Przenikanie   (1978)
- Dialog  (1979)
- Wędrujący cień (1979)
- Próba materii  (1981)
- Cień juz niedaleko (1985)
- Pamięć / Memory (1985)
- Widok z huty  (1990)
- Na przykład / ulica Grzybowska 9 (1991)
- Okruchy  (1994)
- Portret w kropli  (1997)
- O świcie i przed zmierzchem  (1999)
- W pierwszej fazie lotu  (2001)
- Czas podwójny  (2001)
- Spotkania (2004)
- Co w bagażu?  (2008)

## Premios y distinciones
Festival Internacional de Cine de Venecia
| Año  | Categoría         | Galardonado | Resultado |
| ---- | ----------------- | ----------- | --------- |
| 1960 | León de San Marco | Muzykanci   | Ganador   |